# Список нагород і номінацій серіалу «Гра в кальмара»
«Гра в кальмара» (кор.: хангиль: 오징어게임, НЛ: Ojing-eo Geim, СК: Оджін'о Кейм) — південнокорейський серіал у жанрі виживання, пригодницького бойовика, трилера і драми. Режисером і автором сценарію всіх дев'яти епізодів став Хван Дон Хьок. Головні ролі виконали Лі Чон Че, Пак Хе Су, О Йон Су, Ві Ха Чжун, Чон Хо Йон, Хо Сон Те, Анупам Тріпаті та Кім Чжу Рьон. Серіал розповідає про групу людей, які через потребу в грошах приймають запрошення про участь у таємному турнірі на виживання з фінальним призом у розмірі 45,6 млрд вон (38,5 млн доларів США). 17 вересня 2021 року відбулася світова прем'єра серіалу на платформі Netflix.
Серіал і актори головних ролей отримали безліч нагород, зокрема спеціальний приз премії Американського інституту кіномистецтва, «Вибір телевізійних критиків» за найкращу чоловічу роль у драматичному серіалі та найкращий серіал іноземною мовою, «Незалежний дух» за найкраще чоловіче виконання в новому серіалі, «Золотий глобус» за найкращу чоловічу роль другого плану в серіалі, мінісеріалі або телефільмі, «Готем» за проривний серіал — довгий формат, «Супутник» за найкращий телевізійний серіал — драма і премію Гільдії кіноакторів США за найкращу чоловічу роль у драматичному серіалі та найкращу жіночу роль у драматичному серіалі.

## Нагороди та номінації
| Нагорода                                         | Дата церемонії    | Категорія                                                                                             | Номінанти та переможці                                                                      | Результат  | Прм.   |
| ------------------------------------------------ | ----------------- | --- | ------------------------------------------------------------------------------------------- | ---------- | ------ |
| Премія AACTA                                     | 26 січня 2022     | Найкраща драма                                                                                        | «Гра в кальмара»                                                                            | Номінація  | [ 1 ]  |
| Премія AACTA                                     | 26 січня 2022     | Найкращий актор у серіалі                                                                             | Лі Чон Че                                                                                   | Номінація  | [ 1 ]  |
| ACCEC Awards                                     | 2022              | Улюблений актор другого плану в телешоу                                                               | О Йон Су                                                                                    | Перемога   | [ 2 ]  |
| Премія Американського інституту кіномистецтва    | 11 березня 2022   | Спеціальний приз AFI                                                                                  | «Гра в кальмара»                                                                            | Перемога   | [ 3 ]  |
| Премія Американської асоціації монтажерів        | 5 березня 2022    | Найкращий монтаж у драматичному фільмі                                                                | Нам На Йон (епізод «Гганбу»)                                                                | Номінація  | [ 4 ]  |
| Премія Гільдії художників-постановників США      | 5 березня 2022    | Найкращий художник-постановник у сучасному серіалі, який знятий однією камерою (годинний хронометраж) | Ча Кьонг-сун (епізод «Гганбу»)                                                              | Перемога   | [ 5 ]  |
| Asia Artist Awards                               | 2 грудня 2021     | Головний приз                                                                                         | Лі Чон Че                                                                                   | Перемога   | [ 6 ]  |
| Asia Artist Awards                               | 2 грудня 2021     | Найкращий актор                                                                                       | Кім Чжу Рьон                                                                                | Перемога   | [ 6 ]  |
| Asia Artist Awards                               | 2 грудня 2021     | Найкращий актор                                                                                       | Хо Сон Те                                                                                   | Перемога   | [ 6 ]  |
| Asia Artist Awards                               | 2 грудня 2021     | Неймовірна нагорода                                                                                   | Лі Чон Че                                                                                   | Перемога   | [ 6 ]  |
| BAFTA TV                                         | 8 травня 2022     | Найкраща міжнародна програма                                                                          | «Гра в кальмара»                                                                            | Номінація  | [ 7 ]  |
| BAFTA TV                                         | 8 травня 2022     | Момент, який потрібно обов'язково подивитися на Virgin TV                                             | «Гра в кальмара»                                                                            | Номінація  | [ 7 ]  |
| Вибір телевізійних критиків                      | 13 березня 2022   | Найкраща чоловіча роль у драматичному серіалі                                                         | Лі Чон Че                                                                                   | Перемога   | [ 8 ]  |
| Вибір телевізійних критиків                      | 13 березня 2022   | Найкращий серіал іноземною мовою                                                                      | «Гра в кальмара»                                                                            | Перемога   | [ 8 ]  |
| Вибір телевізійних критиків                      | 13 березня 2022   | Найкращий драматичний серіал                                                                          | «Гра в кальмара»                                                                            | Номінація  | [ 8 ]  |
| Премія журналу Cine21                            | 2021              | Найкращий режисер року                                                                                | Хван Дон Хьок                                                                               | Перемога   | [ 9 ]  |
| Премія журналу Cine21                            | 2021              | Найкращий технічний художник року                                                                     | Ча Кьонг-сун                                                                                | Перемога   | [ 9 ]  |
| Премія журналу Cine21                            | 2021              | Найкраща нова актриса року                                                                            | Чон Хо Йон                                                                                  | Перемога   | [ 9 ]  |
| Премія журналу Cine21                            | 2021              | Найкращий серіал року                                                                                 | «Гра в кальмара»                                                                            | 10-е місце | [ 9 ]  |
| Премія Товариства звукорежисерів                 | 19 березня 2022   | Видатні досягнення в мікшуванні звуку для телесеріалів (годинний хронометраж)                         | Пак Хе Су, Кан Хе Йон, Серж Перрон, Кемерон Слоун (епізод «Особливо важливі персони»)       | Номінація  | [ 10 ] |
| Премія Гільдії художників з костюмів             | 9 березня 2022    | Видатні досягнення в галузі сучасного телебачення                                                     | Чо Сан Гюн (эпизод «Особливо важливі персони»)                                              | Номінація  | [ 11 ] |
| Critics' Choice Super Awards                     | 17 березня 2022   | Найкращий бойовик                                                                                     | «Гра в кальмара»                                                                            | Перемога   | [ 12 ] |
| Critics' Choice Super Awards                     | 17 березня 2022   | Найкраща чоловіча роль у бойовику                                                                     | Лі Чон Че                                                                                   | Перемога   | [ 12 ] |
| Critics' Choice Super Awards                     | 17 березня 2022   | Найкраща жіноча роль у бойовику                                                                       | Чон Хо Йон                                                                                  | Перемога   | [ 12 ] |
| Critics' Choice Super Awards                     | 17 березня 2022   | Найкраща жіноча роль у бойовику                                                                       | Кім Чжу Рьон                                                                                | Номінація  | [ 12 ] |
| Director's Cut Awards                            | 24 лютого 2022    | Найкраща жіноча роль                                                                                  | Чон Хо Йон                                                                                  | Перемога   | [ 13 ] |
| Director's Cut Awards                            | 24 лютого 2022    | Найкращий режисер                                                                                     | Хван Дон Хьок                                                                               | Перемога   | [ 13 ] |
| Director's Cut Awards                            | 24 лютого 2022    | Найкращий сценарій                                                                                    | Хван Дон Хьок                                                                               | Перемога   | [ 13 ] |
| Director's Cut Awards                            | 24 лютого 2022    | Найкраща чоловіча роль                                                                                | Лі Чон Че                                                                                   | Номінація  | [ 13 ] |
| Director's Cut Awards                            | 24 лютого 2022    | Найкращий новий актор                                                                                 | О Йон Су                                                                                    | Номінація  | [ 13 ] |
| Director's Cut Awards                            | 24 лютого 2022    | Найкращий новий актор                                                                                 | Хо Сон Те                                                                                   | Номінація  | [ 13 ] |
| Director's Cut Awards                            | 24 лютого 2022    | Найкраща нова актриса                                                                                 | Кім Чжу Рьон                                                                                | Номінація  | [ 13 ] |
| Director's Cut Awards                            | 24 лютого 2022    | Найкраща нова актриса                                                                                 | Чон Хо Йон                                                                                  | Номінація  | [ 13 ] |
| Незалежний дух                                   | 6 березня 2022    | Найкраще чоловіче виконання в новому серіалі                                                          | Лі Чон Че                                                                                   | Перемога   | [ 14 ] |
| Золотий глобус                                   | 9 січня 2022      | Найкращий актор другого плану серіалу, мінісеріалу або телефільму                                     | О Йон Су                                                                                    | Перемога   | [ 15 ] |
| Золотий глобус                                   | 9 січня 2022      | Найкращий телесеріал — драма                                                                          | «Гра в кальмара»                                                                            | Номінація  | [ 15 ] |
| Золотий глобус                                   | 9 січня 2022      | Найкращий актор у телесеріалі — драма                                                                 | Лі Чон Че                                                                                   | Номінація  | [ 15 ] |
| Готем                                            | 29 листопада 2021 | Проривний серіал — довгий формат                                                                      | Кім Джі Йон, Хван Дон Хьок                                                                  | Перемога   | [ 16 ] |
| Готем                                            | 29 листопада 2021 | Видатний виступ у новому серіалі                                                                      | Лі Чон Че                                                                                   | Номінація  | [ 16 ] |
| Hollywood Music in Media Awards                  | 17 листопада 2021 | Найкращий оригінальний саундтрек — телешоу/обмежений серіал                                           | Чон Че Іль                                                                                  | Перемога   | [ 17 ] |
| Hollywood Music in Media Awards                  | 17 листопада 2021 | Найкраща заголовна тема — телешоу (іноземна мова)                                                     | Чон Че Іль                                                                                  | Номінація  | [ 17 ] |
| IGN Awards                                       | 14 грудня 2021    | Найкращий телевізійний епізод                                                                         | «Гганбу»                                                                                    | Перемога   | [ 18 ] |
| IGN Awards                                       | 14 грудня 2021    | Найкраще драматичне телевізійне виконання                                                             | Чон Хо Йон                                                                                  | Номінація  | [ 19 ] |
| Golden Reel Awards                               | 13 березня 2022   | Видатне досягнення у звуковому монтажі — годинний хронометраж — Музика                                | Чон Че Іль (епізод «Червоне світло, Зелене світло»)                                         | Номінація  | [ 20 ] |
| Golden Reel Awards                               | 13 березня 2022   | Видатне досягнення у звуковому монтажі — годинний хронометраж — Діалог/Дубляж                         | Кан Хе Йон, Чой Те Йон, Лі Чон Ук, Е Ин Чи, Кім Чу Хьон (епізод «Особливо важливі персони») | Номінація  | [ 20 ] |
| Golden Reel Awards                               | 13 березня 2022   | Видатне досягнення у звуковому монтажі — годинний хронометраж — Ефекти/Фолі                           | Кан Хе Йон, Чой Те Йон, Е Ин Чи, Хе Чін Ян, Лі Чон Гю (епізод «Особливо важливі персони»)   | Номінація  | [ 20 ] |
| Pena de Prata                                    | 19 грудня 2021    | Найкращий запрошений актор або акторка в драмі або обмеженому серіалі                                 | Лі Ю Мі                                                                                     | Номінація  | [ 21 ] |
| Pena de Prata                                    | 19 грудня 2021    | Найкраща чоловіча роль у драматичному серіалі                                                         | Лі Чон Че                                                                                   | Номінація  | [ 21 ] |
| Pena de Prata                                    | 19 грудня 2021    | Найкраща жіноча роль другого плану в драматичному серіалі                                             | Чон Хо Йон                                                                                  | Номінація  | [ 21 ] |
| Pena de Prata                                    | 19 грудня 2021    | Найкраща чоловіча роль другого плану в драматичному серіалі                                           | Пак Хе Су                                                                                   | Номінація  | [ 21 ] |
| Pena de Prata                                    | 19 грудня 2021    | Найкращий драматичний серіал                                                                          | «Гра в кальмара»                                                                            | Номінація  | [ 21 ] |
| People's Choice Awards                           | 7 грудня 2021     | Найуспішніше шоу 2021 року                                                                            | «Гра в кальмара»                                                                            | Перемога   | [ 22 ] |
| Премія Гільдії продюсерів США                    | 19 березня 2022   | Видатний продюсер епізодичного телебачення, драми                                                     | Сезон 1                                                                                     | Номінація  | [ 23 ] |
| Супутник                                         | 2 квітня 2022     | Найкращий телевізійний серіал — драма                                                                 | «Гра в кальмара»                                                                            | Перемога   | [ 24 ] |
| Премія Гільдії кіноакторів                       | 27 лютого 2022    | Найкраща чоловіча роль у драматичному серіалі                                                         | Лі Чон Че                                                                                   | Перемога   | [ 25 ] |
| Премія Гільдії кіноакторів                       | 27 лютого 2022    | Найкраща жіноча роль у драматичному серіалі                                                           | Чон Хо Йон                                                                                  | Перемога   | [ 25 ] |
| Премія Гільдії кіноакторів                       | 27 лютого 2022    | Найкращий каскадерський ансамбль у телесеріалах                                                       | «Гра в кальмара»                                                                            | Перемога   | [ 25 ] |
| Премія Гільдії кіноакторів                       | 27 лютого 2022    | Найкращий акторський склад у драматичному серіалі                                                     | «Гра в кальмара»                                                                            | Номінація  | [ 25 ] |
| Silver Horn Film & TV Awards                     | 12 березня 2022   | Зірка прориву                                                                                         | Чон Хо Йон                                                                                  | Перемога   | [ 26 ] |
| Премія Товариства композиторів і ліриків         | 8 березня 2022    | Видатний оригінальний саундтрек до телепрограми                                                       | Чон Че Іль                                                                                  | Номінація  | [ 27 ] |
| Премія Товариства фахівців із візуальних ефектів | 8 березня 2022    | Видатні допоміжні візуальні ефекти у фотореалістичному епізоді                                        | Джейхун Чон, Кім Хьо Джин, Хьонґрок Кім, Сонман Джун (епізод «Особливо важливі персони»)    | Номінація  | [ 28 ] |